# Julià d'Alexandria
|  | No s'ha de confondre amb el patriarca Julià d'Alexandria, que ho va ser de l'any 178 al 189. |

Julià d'Alexandria (grec antic: Ἰουλιανός; llatí: Julianus) era un metge grec nascut a Alexandria i contemporani de Galè, que va viure al segle ii.
Va ser deixeble d'Apol·loni de Xipre, i pertanyia a la secta dels metòdics, una de les grans escoles de medicina del món grecoromà. Va escriure 48 llibres contra els aforismes d'Hipòcrates, però cap dels seus nombrosos escrits es conserva. Galè diu que el va trobar a Alexandria vint anys abans i que en el moment present encara vivia, el que voldria dir que encara seguia viu l'any 180 aproximadament.